# Aleksej Ivanovitj Abrikosov
Aleksej Ivanovitj Abrikosov (stavas ibland Abrikossoff), född 1875, död 1955, var en rysk/sovjetisk patolog och medlem av kommunistpartiet och Sovjets Vetenskapsakademi från 1939. Han var den som kom att obducera Lenin.
År 1926 beskrev Abrikosov en tumör, som under lång tid därefter burit hans namn: »Abrikossoffs tumör«. Han uppfattade efter histologiska undersökningar att tumören hade ursprung från skelettmuskulatur och kallade den myoblastom. Långt senare, år 1962, reviderades detta till att det i själva verket är en tumör utgången från perifera nervsystemet, en variant av schwannom, vilket senare immunhistokemiska metoder har bekräftat. Abrikosovs bedömning att tumören var myogen är förståelig från den histologiska bild vid mikroskopi, som då stod till buds för bedömning.

## Obduktion av Lenin
I januari 1924 fick Abrikosov uppdraget att obducera Lenin och han var även ansvarig för att balsamera kroppen. Tanken var att balsameringen skulle göra det möjligt, att den döde ledaren kunde ligga på »lit de parade« i fyra dagar. Tillströmningen av folk gjorde emellertid att denna tid förlängdes till 56 dagar. Därefter beslöts att en mer permanent balsamering skulle göras och i mars 1924 gavs uppdraget åt två då välkända kemister, Vladimir Vorobjov och Boris Zbarskij, som använde en för tillfället komponerad kemikalieblandning. Efter obduktionen tillskapades ett särskilt »Leninlabb« med uppgiften att bevara kroppen, något som gjorts så väl att Lenins kropp ännu är permanent utställd i Leninmausoleet i Moskva.

## Utmärkelser
År 1942 fick Abrikosov Stalinpriset av högsta graden för en publikation från 1940: »Private pathological anatomy. Part II: The heart and blood vessels«. Han hedrades också med Leninorden två gånger och Arbetets röda fanas orden. År 1945 blev han utnämnd till »Socialistiska arbetets hjälte«. 

## Bakgrund och släkt
Abrikosov kom från en välbärgad familj; fadern var chokladfabrikör och i den egenskapen leverantör av chokladprodukter till tsarfamiljen och flera av barnen fick en gedigen utbildning.
Aleksej Abrikosov, som blev läkare och sedermera patolog i Moskva och beskrev i den egenskapen granularcellstumören. En av hans söner, Aleksej Aleksejevitj Abrikosov (1928–2017), blev en berömd teoretisk fysiker och fick år 2003 Nobelpris för sitt arbete med supraledare i höga magnetfält.
Aleksej Ivanovitjs bror, Dimitrij (1876–1951), blev en ryktbar diplomat i Tsarryssland.
Hans syster Anna (1882–1936), som verkade som nunna i Siena under namnet Moder Katarina av Siena, blev föreslagen till katolskt helgon, men blev inte kanoniserad. Hon konverterade till katolicismen under en resa till Italien, men återvände till Ryssland och ledde en katolsk kommunitet i Moskva, som under bolsjevismens första blodiga tid angreps hårt och skingrades.
Som kuriosa kan nämnas att Aleksej Ivanovitj också var förebilden för en litterär gestalt: professor Persikov i romanen »De ödesdigra äggen« av Michail Bulgakov. Namnet på romanfiguren är en ordvits – »persik« betyder persika på ryska och namnet Abrikosov är härlett ur ordet »abrikos«, som på ryska betyder aprikos.